# Broughtonia lindenii
Broughtonia lindenii är en orkidéart som först beskrevs av John Lindley, och fick sitt nu gällande namn av Robert Louis Dressler. Broughtonia lindenii ingår i släktet Broughtonia och familjen orkidéer. Inga underarter finns listade i Catalogue of Life.